# Kivvi.kz
kivvi.kz (russisch Киви) war ein kasachisches Video- und Livestreamportal in russischer Sprache, das 2008 gegründet wurde. Das Maskottchen der Seite war ein Kiwi. Über kivvi.kz konnten ebenfalls Radiosender aus Kasachstan empfangen werden. Die Seite befand sich in den Top 20 der meistbesuchten kasachischen Webseiten. Es gab die Kategorien russisch Спорт Sport, russisch Аниме Anime und russisch Радио онлайн Radio Stream. Eine Kivvi-App war für Android und iOS verfügbar. 2017 wurde der Betrieb eingestellt.